# René Figueroa
René Mario Figueroa Figueroa es un político salvadoreño, nacido en San Salvador, El Salvador, el 27 de julio de 1959. Entre 2004 y 2008 fue vicepresidente de ideología del partido Alianza Republicana Nacionalista (ARENA). De 2004 a 2009 fue funcionario del gobierno del presidente Elías Antonio Saca.

## Biografía
Figueroa realizó estudios en la Universidad de Lafayette, en los Estados Unidos. Fue dirigente de la Juventud Republicana Nacionalista, brazo juvenil del partido derechista ARENA entre 1986 y 1996. Se desempeñó como diputado de la Asamblea Legislativa de 1991 a 2001. En 2001 es nombrado Viceministro de Gobernación por el presidente Francisco Flores. En 2003 deja su cargo en el gobierno para dirigir la campaña presidencial de Saca. 

## Política
El 1 de junio de 2004, luego de la elección y toma de posesión de Saca, asumió el cargo de Ministro de Gobernación, quedando bajo su control las labores de combate de la delincuencia, ya que del Ministerio de Gobernación dependía la Policía Nacional Civil. Figueroa encabezó desde entonces el llamado "Plan Supermano Dura", uno de los planes más mediáticos del gobierno de Elías Antonio Saca, para detener el accionar de las pandillas con medidas represivas. Figueroa fue cuestionado por la oposición por sus tendencias autoritarias y por la ineficacia de su programa contra el crimen, basado en la represión, más que en la investigación y en la que aumentó en gran medida la cantidad de personas dentro del sistema penal salvadoreño sin frenar esto, el accionar de las pandillas, de hecho la cantidad de homicidios incrementó de 2933 en 2004, a 3812 en 2005, en 2006 nuevamente aumentó hasta los 3928 homicidios. A pesar de estas estadísticas, en diciembre de 2006, el entonces presidente Saca lo confirmó en sus funciones al nombrarlo titular del nuevo Ministerio de Seguridad Pública y Justicia, quedando con aun mayores responsabilidades en la dirección del combate de la delincuencia, posición que mantuvo hasta expirar el mandato de Elías Antonio Saca el 1 de junio de 2009.
En el año 2019 (2 de octubre) fue capturado por autoridades salvadoreñas, por presunto enriquecimiento ilícito durante su gestión como Ministro de Justicia; después de presentarse voluntariamente a los tribunales; sumándose a una larga lista de funcionarios del exgobernante Tony Saca y del partido ARENA.